# Glochidion heyneanum
Glochidion heyneanum là một loài thực vật có hoa trong họ Diệp hạ châu. Loài này được (Wight & Arn.) Wight mô tả khoa học đầu tiên năm 1852.